# Alberto Vaquina

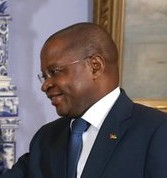
Alberto Vaquina (2014)

Alberto Vaquina (* 4. Juli 1961) ist ein mosambikanischer Politiker der Partei Frente de Libertação de Moçambique.

## Leben
Von 2010 bis 2012 war Vaquina Gouverneur der Provinz Tete. Am 8. Oktober 2012 folgte er Aires Ali im Amt als Premierminister von Mosambik.